# Daniel Zampieri

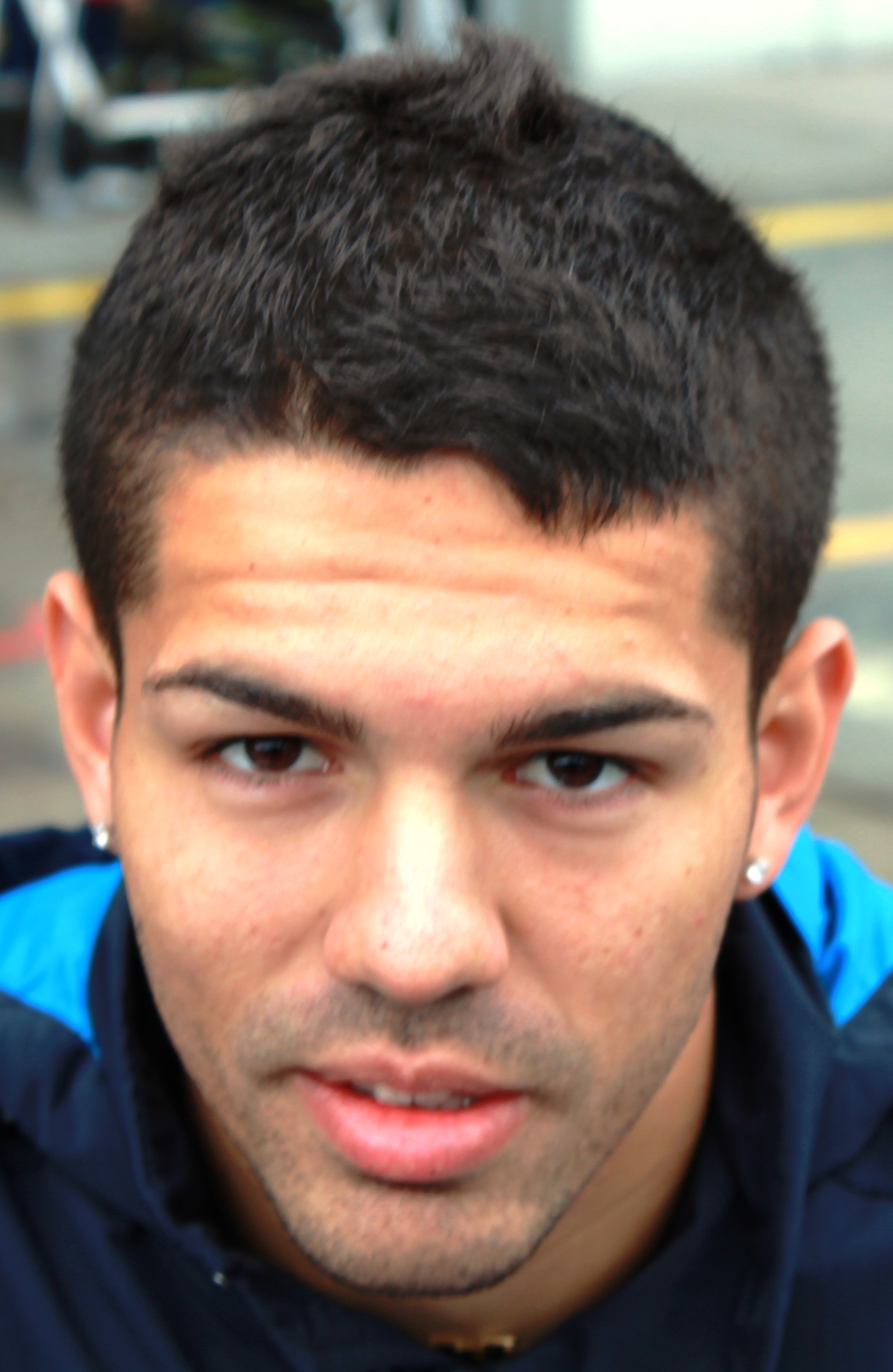
Zampieri in 2011

Daniel Zampieri (Rome, 22 mei 1990) is een Italiaans autocoureur die anno 2009 in de GP2 Asia Series rijdt.

## Loopbaan
- 2006: Eurocup Formule Renault 2.0, team BVM Minardi (6 races).
- 2006: Italiaanse Formule Renault 2.0, team BVM Minardi (9 races).
- 2006: Italiaanse Formule Renault 2.0 Winter Series, team BVM Minardi.
- 2007: Eurocup Formule Renault 2.0, team Cram Competition.
- 2007: Italiaanse Formule Renault 2.0, team Cram Competition.
- 2007: Italiaanse Formule Renault 2.0 Winter Series, team Cram Competition (2e in kampioenschap).
- 2008: Eurocup Formule Renault 2.0, team BVM Minardi.
- 2008: Italiaanse Formule Renault 2.0, team BVM Minardi.
- 2009: Italiaanse Formule 3-kampioenschap, team BVM - Target Racing (4 overwinningen, kampioen).
- 2009: Masters of Formula 3, team BVM - Target Racing.
- 2009: Grand Prix van Macau, team Prema Powerteam.
- 2009-10: GP2 Asia Series, team Piquet GP.

## GP2 resultaten

### GP2 Asia resultaten
| Jaar    | Inschrijving | 1           | 2           | 3        | 4        | 5        | 6        | 7        | 8        | Rang | Punten |
| ------- | ------------ | ----------- | ----------- | -------- | -------- | -------- | -------- | -------- | -------- | ---- | ------ |
| 2009-10 | Piquet GP    | ABU1 FEA 15 | ABU1 SPR NF | ABU2 FEA | ABU2 SPR | BHR1 FEA | BHR1 SPR | BHR2 FEA | BHR2 SPR | 18*  | 0*     |

* Seizoen loopt nog.